# Потьма (станция)
По́тьма — железнодорожная станция Пензенского региона Куйбышевской железной дороги в одноимённом посёлке Республики Мордовия.

## Описание
Станция Потьма расположена на двухпутном участке Кустарёвка — Самара исторического хода Транссиба с тягой на постоянном токе 3 кВ. Относится к Пензенскому региону Куйбышевской железной дороги. По характеру работы является грузовой станцией, по объёму выполняемой работы отнесена к 4-му классу. Путевое развитие состоит из 2-х парков: западного и восточного. Западный парк включает 7 путей: 2 главных (№ 1, 2) и 5 приёмо-отправочных (№ 3-5, 7, 9). Восточный — 8 путей: 2 главных (№ 1, 2) и 6 приёмо-отправочных (№ 6, 8, 10-13).
На станции располагается производственный участок Ковылкинской дистанции пути (ПЧ-19), площадка производственного участка района контактной сети Рузаевской дистанции электроснабжения (ЭЧ-3), механизированная дистанция погрузочно-разгрузочных работ (МЧ-1). К западному парку станции примыкает недействующая железнодорожная линия Потьма — Барашево (разобрана в 2005 году).
Станция централизованная, включена в круг диспетчерского управления на участке Рузаевка — Кустарёвка. Станция находится на автономном управлении, на пульте ДНЦ только контроль.

## Пригородное сообщение
Пригородные пассажирские перевозки до Рузаевки, Зубовой Поляны и обратно осуществляет Башкортостанская ППК электропоездами ЭД4М, ЭТ2М приписки депо ТЧ-11 Безымянка.